# Hikaru Kuba
Hikaru Kuba (japanisch 久場 光 Kuba Hikaru; * 9. April 1990 in der Präfektur Okinawa) ist ein ehemaliger japanischer Fußballspieler.

## Karriere
Kuba erlernte das Fußballspielen in der Schulmannschaft der Ryutsu Keizai University Kashiwa High School. Seinen ersten Vertrag unterschrieb er 2009 bei Nagoya Grampus. Der Verein spielte in der höchsten Liga des Landes, der J1 League. Mit dem Verein wurde er 2010 japanischer Meister. 2011 wurde er mit dem Verein Vizemeister der J1 League. Für den Verein absolvierte er zwei Erstligaspiele. 2012 wechselte er zum Zweitligisten Ehime FC. Für den Verein absolvierte er 10 Ligaspiele. 2013 wechselte er zum Drittligisten FC Ryukyu. Ende 2013 beendete er seine Karriere als Fußballspieler.

## Erfolge
Nagoya Grampus
- J1 League

Meister: 2010
Vizemeister: 2011
- Kaiserpokal

Finalist: 2009